# École polytechnique universitaire de Sorbonne Université
L'école polytechnique universitaire de Sorbonne Université (Polytech Sorbonne) est l'une des 204 écoles d'ingénieurs françaises accréditées au 1er septembre 2020 à délivrer un diplôme d'ingénieur.
Elle appartient au réseau des écoles polytechniques universitaires d'ingénieurs, dit réseau Polytech. Les cours sont dispensés sur le Campus Pierre-et-Marie-Curie (Jussieu) et majoritairement dans le bâtiment Esclangon, bâtiment qui accueille également le Sorbonne Center for Artificial Intelligence (SCAI) et le Fablab.

## Historique

### Création
L'école née en 2005 est issue de la fusion de deux instituts de l'UPMC :
- l'Institut de Formation d’Ingénieurs en Techniques Électroniques de Paris (IFITEP) fondé en 1991[3],[4] ;
- l'Institut de Sciences et Technologies (IST) fondé en 1983[5].

L’école polytechnique universitaire est créée par décret le 24 août 2005 sous le nom d’école polytechnique universitaire de l’université Paris-VI (Polytech Paris-UPMC). Elle a un statut de composante interne de l’université.
Sorbonne Université, par l'intermédiaire de l'ancienne UPMC fusionnée, est habilitée à délivrer le diplôme d'ingénieurs de l'école polytechnique universitaire dans plusieurs spécialités. 

### Sorbonne Université
À la suite de la fusion de l'UPMC avec l’Université Paris-Sorbonne en 2018, l'école change de nom pour devenir l'école polytechnique universitaire de Sorbonne Université,, et prend comme nom d'usage Polytech Sorbonne.

## Parcours et enseignements

### Parcours des Écoles d'Ingénieurs de Polytech (PeiP)
Tout comme les autres écoles du réseau Polytech, deux années de PeiP (Parcours des Écoles d'Ingénieurs de Polytech) sont proposées après le Baccalauréat Scientifique, à la suite d'un examen du dossier puis un concours pouvant se présenter sous une forme orale ou écrite.
Il existe deux filières de PeiP :
- PeiP A (orientée maths, physique, informatique), offrant 150 places environ [11]

- PeiP B (orientée biologie), offrant 25 à 30 places[12]

À Polytech Sorbonne, les deux années de PEIP sont effectuées au sein de Sorbonne Université. Les étudiants suivent une combinaison d'UE de licence et d'enseignements spécifiques comme l'anglais, obligatoire à chaque semestre pour les étudiants PeiP et un stage de quatre semaines est à effectuer à la fin de la première année,.
En ce qui concerne la deuxième année, les PeiP A vont avoir un programme avec des enseignements qui leur seront propres ainsi que d'autres en commun avec les licences en Mathématiques et Informatique. Pour les PeiP B, ils seront inscrits avec les licences en Biologie, et donc suivront leurs enseignements.

#### Poursuite d'étude
Au bout de ces deux années, l'étudiant a le choix entre les spécialités du réseau Polytech qui correspondent à sa filière de PeiP (A, B ou Post-PACES).
Chaque école du réseau possède ses propres spécialités. Les PeiP A de Polytech Sorbonne peuvent accéder à toutes les formations initiales sous statut étudiant, tandis que les PeiP B ne peuvent accéder qu'à la filière Agroalimentaire. Cependant, il est possible de changer de parcours et ainsi passer en troisième année de licence à Sorbonne Université.

### Cycle d'ingénieurs
L'école propose des formations dans 8 spécialités reconnues à l'international via le Label EUR-ACE  :
- Agroalimentaire (AGRAL)[16], sous statut étudiant.
- Électronique et Informatique (EI) :
  - parcours Systèmes Embarqués (EI-SE)[17], sous statut étudiant ;
  - parcours Informatique Industrielle (EI-2I)[18], sous statut apprenti (en partenariat avec l’ITII Ile-de-France et le CFA des Sciences).
- Mathématiques appliquées et informatique (MAIN)[19], sous statut étudiant.
- Matériaux (MTX)[20], sous statut étudiant.
- Robotique (ROB)[21], sous statut étudiant.
- Sciences de la terre (ST)[22], sous statut étudiant.
- Génie mécanique (GM), sous statut apprenti (en partenariat avec l’ITII Ile-de-France et le CFA Mécavenir)[23], ainsi qu’en formation continue.

#### Double diplôme en Management
En partenariat avec l'IAE Paris, le Master Management et Administration des Entreprises - parcours Management général est proposé pour les étudiants en 5ème année. Les places étant limitées, l'admission se fait sur examen du dossier par Polytech Sorbonne. Les cours ont lieu un à deux soirs par semaine avec des examens le samedi matin. La durée de la formation s'étale sur deux ans, ainsi les étudiants-ingénieurs obtiendront leur diplôme de Management 6 mois après leur diplôme de Polytech Sorbonne. Enfin, il faut noter que la mobilité internationale doit être validée par l'étudiant avant sa 5ème année.

#### Filière Agroalimentaire
Existant depuis septembre 1983, cette formation mène à tous les métiers de l'Industrie agroalimentaire, en France comme à l'international. Cette industrie comprend le secteur des boissons, des produits laitiers, des produits sucrés, etc. À Polytech Sorbonne, le programme évolue souvent, et est axé sur le secteur céréalier, donnant ainsi lieu à un partenariat avec l'AEMIC. Pour compléter et dynamiser ce cursus, des sorties (SIAL, Salon international de l'agriculture, visite des Vignes de Suresnes, etc) ont été ajoutées. Même si la plupart des cours ainsi que des Travaux Pratiques ont lieu sur le campus de Campus de Jussieu, un partenariat avec AgroParis Tech a permis d'organiser des séances de Travaux Pratiques à Massy dans le cadre des enseignements de rhéologie ou encore de nutrition animale.
Les cursus menant à cette formation sont divers. En effet, malgré une majorité de PeiP B et de licences en Biologie, on retrouve tout de même des étudiants sortant de PeiP A, de DUT, de Classe préparatoire aux grandes écoles telle que la BCPST, etc.

### Modalités à valider

#### Stages
L'étudiant doit effectuer au cours de sa formation trois stages (ne concernent pas les étudiants sous statut apprenti) :
- Troisième année : au moins 4 semaines
- Quatrième année : au moins 8 semaines
- Cinquième année : au moins 24 semaines

Concernant la filière Agroalimentaire, en particulier pour le stage de troisième année, le Woofing est autorisé et celui-ci peut s'effectuer à l'étranger, permettant ainsi aux étudiants de valider au moins une partie de leur mobilité internationale.

#### Mobilité internationale
Durant les trois années du cycle ingénieur, l'étudiant doit valider une mobilité internationale de minimum 16 semaines, par l'intermédiaire d'un stage ou d'un semestre à l'étranger. En plus des écoles partenaires de Polytech Sorbonne, des universités en partenariat avec Sorbonne Université sont proposées et figurent sur une carte disponible en ligne sur le site de l'université,.
Pour les alternants cette mobilité prend la forme d'un séjour de 15 jours dans un pays anglophone.

#### TOEIC
Pour valider le diplôme d'ingénieurs reconnu par la CTI, l'étudiant est amené à passer l'épreuve du TOEIC, et à valider ce test avec un score supérieur ou égal à 785/990 à la fin de sa quatrième année. En cas d'échec, l'étudiant pourra repasser l'épreuve de ses propres moyens avant l'obtention de son diplôme

### Diplôme d'Etudes Universitaires Scientifiques et Techniques (DEUST) - Systèmes d'Informations Numérique et Électronique
Le cycle technicien supérieur (Bac+2) accessible post-bac est disponible uniquement par la voie de l'apprentissage.
Le DEUST prépare les étudiants à intégrer la formation d'ingénieur EI-2I Polytech Sorbonne (Bac+5). Le diplôme offre également la possibilité de poursuivre ses études vers d’autres formations (L3 ou autres écoles d’ingénieurs).